# 短尾蝠屬
短尾蝠屬（學名：Mystacina），哺乳綱、翼手目、短尾蝠科的一屬。共兩種，是紐西蘭的特有種。

## 種
- †?大短尾蝠 Mystacina robusta ？ 极危,可能绝灭(IUCN 3.1)[1] (最后观察记录时间:1967年)
- 小短尾蝠（英语：New Zealand lesser short-tailed bat） Mystacina tuberculata  易危(IUCN 3.1)

## 外部連結
- 短尾蝠屬的圖片 - ARKive